# Fender Duo-Sonic
 (mai 2020).
Si vous disposez d'ouvrages ou d'articles de référence ou si vous connaissez des sites web de qualité traitant du thème abordé ici, merci de compléter l'article en donnant les références utiles à sa vérifiabilité et en les liant à la section « Notes et références ».
La Fender Duo-Sonic est un modèle de guitare électrique créé par la marque Fender en 1956. C'est une version à deux micros de la Fender Musicmaster.

## Conception et développement
Don Randall, directeur de Fender Sale, propose à Leo Fender de combler un créneau inexistant dans le domaine de la guitare solidbody naissant. S'appuyant sur les retours des vendeurs d'instruments, Don est persuadé que Fender doit proposer une guitare électrique adaptée à un public jeune, un instrument aux dimensions réduites avec un prix plus accessible que les modèles proposés au catalogue. Léo et ses collaborateurs travaillent sur cette idée et créent deux instruments identiques à l'exception du nombre de leurs micros; le modèle à un micro est nommé Musicmaster et celui possédant deux micros est baptisé Duo Sonic. Les deux nouveaux instruments commencent à être commercialisée en 1956.

## Notoriété
Bien que destinée à un musicien de « petite taille », la qualité de fabrication de ce modèle intéresse un grand nombre de musiciens. En prenant en compte que la guitare n'est pas non plus une guitare pour enfant, sa morphologie et son design sont loin d'être rédhibitoire pour un guitariste adulte et, du fait d'être proposée à un prix attractif, les Musicmaster et les Duo Sonic se vendent très bien. Cependant, la Duo Sonic possède un atout qui la différencie de sa « sœur », sa polyvalence est supérieure car elle possède deux micros. Riche de cette particularité, elle propose une palette se sons qui lui permet de plaire à une plus grande quantité de guitaristes.

## Evolution
Comme toutes les guitares produites par Fender, La Duo Sonic est déclinée dans différents coloris pour la caisse, le pickguard, les caches micros puis, en 1959, une touche en palissandre est rapportée sur le manche.
Au milieu de l'année 1964, la Duo-Sonic est modifiée, le pickguard est redessiné et les commandes de volume et de tonalité sont placées sur une plaque métallique chromée, l'interrupteur trois positions est remplacé par deux interrupteurs à glissière positionnés au dessus des micros et le micro chevalet, qui était perpendiculaire aux cordes, prend la même inclinaison que le micro manche. Ce modèle prend le nom de Duo Sonic ll. Cette même année, un modèle avec un corps très légèrement affiné et équipé d'un chevalet vibrato prend le nom de Fender Mustang sans prendre la place de la Duo Sonic qui demeure au catalogue jusqu'en 1982.

## Musiciens

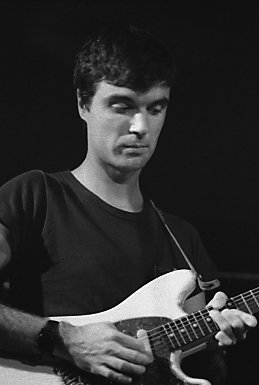
David Byrne jouant sur une Fender Duo-Sonic en 1978.

- Damon Albarn
- Walter Becker
- Mike Bloomfield
- David Byrne
- Rory Gallagher
- Martin Gore
- Jimi Hendrix
- Richard Lloyd
- John McLaughlin
- Liz Phair
- Patti Smith
- Tom Verlaine
- Joe Walsh
- Johnny Winter